# Mohammed Aouad
Pour les articles homonymes, voir Aouad.
 (juillet 2012).
Si vous disposez d'ouvrages ou d'articles de référence ou si vous connaissez des sites web de qualité traitant du thème abordé ici, merci de compléter l'article en donnant les références utiles à sa vérifiabilité et en les liant à la section « Notes et références ».
Mohammed Aouad est né le 13 janvier 1922 à Salé, il est décédé le 23 février 2007 à l'âge de 85 ans.

## Etudes
Il effectue ses études primaires à Salé puis secondaires au collège Moulay Youssef à Rabat, où il obtient son baccalauréat en philosophie. Il s'est rendu à Paris où il a obtenu, à la Sorbonne, deux certificats de licence arabe. Il est aussi titulaire d'une licence en droit.

## Parcours
Après son retour au Maroc en 1945, le roi Mohammed V le nomme secrétaire particulier de S.A.R. le Prince Héritier Moulay Hassan.
En 1957, le roi Mohammed V le nomme ambassadeur du Maroc à Madrid en remplacement de Abdelkhalak Torres.
Du 12 mai 1958 au 3 décembre 1958, Il occupe le poste de ministre des PTT dans le Gouvernement Balafrej,.
Le 24 décembre 1958, il est nommé ministre de la Défense nationale dans le Gouvernement Ibrahim.
En 1959, Il est le premier directeur général du Cabinet royal du roi Mohammed V.
En juillet 1962, le roi Hassan II le nomme ambassadeur du Maroc en Algérie poste qu'il occupera jusqu'au 18 mai 1964,.
Le 18 mai 1964, le roi Hassan II le nomme ambassadeur du Maroc en Tunisie en remplacement de Omar Boucetta.
Il est désigné par Hassan II « ministre » chargé de l’éducation des princes et des princesses.
Le 22 janvier 1980, il est nommé conseiller du roi Hassan II, avant d'être nommé la même année membre du Conseil de régence.
En janvier 1986, il crée l'association Bou Regreg.
en 2000, Mohamed Aouad crée la fondation Mohamed Aouad Litakafoul, dont les principales missions sont d'aider les étudiants accédant à des études supérieures et issus de familles modestes, par l'octroi de bourses d'études. Il a aussi participé par ses propres moyens à la construction de Dar Attalib à la commune rurale de Shoul, en collaboration avec la Fondation Mohammed V pour la solidarité.

## Décès
Il décède le 23 février 2007 à Salé dans sa ville natale après les prières d'Al Asr et du mort, sa dépouille est inhumée, en présence du Premier ministre, Driss Jettou, des conseillers de S.M. le Roi, de Mohamed Rochdi Chraïbi, membre du Cabinet Royal, des membres du gouvernement, des leaders et représentants de partis politiques, du wali de la région de Rabat-Salé-Zemmour-Zaër, et d'autres personnalités du monde de la politique, de l'économie, des médias, de l'art, de la culture et du sport, ainsi que des acteurs de la société civile’.

## Décorations
- Commandeur du Mérite de l'invention par le Salon mondial de l'invention.
- Grade de la recherche et de l'innovation industrielle « Brussels Eureka 96 ».